# Siège de Bréda (1581)
Pour les articles homonymes, voir siège de Breda.
Guerre de Quatre-Vingts Ans
Batailles
- Chronologie de la guerre de Quatre-Vingts Ans
- Valenciennes
- Austruweel
- Rheindalen
- Heiligerlee
- Jemmingen
- Jodoigne
- Brielle
- 1er Flessingue
- Malines
- Goes
- Mons
- Haarlem
- 2e Flessingue
- Borsele
- Zuiderzee
- Alkmaar
- Leyde
- Reimerswaal
- Mook
- Lillo
- Zierikzee
- 1er Anvers
- 1er Bréda
- Gembloux
- Rijmenam
- 1er Deventer
- Maastricht
- 2e Bréda
- Açores
- 2e Anvers
- 3e Anvers
- Boksum
- Zutphen
- 1er Berg-op-Zoom
- Gravelines
- 3e Bréda
- 2e Deventer
- Groningue
- Huy
- 1er Groenlo1
- 2e Groenlo
- Turnhout
- Nieuport
- Ostende
- L'Écluse
- 3e Groenlo
- Saint-Vincent
- Gibraltar
- Saint-Vincent (1621)
- 2e Berg-op-Zoom
- 4e Bréda
- 4e Groenlo
- Matanzas
- Bois-le-Duc
- Abrolhos
- Slaak
- Maastricht
- 5e Bréda
- Cabañas
- Calloo
- Les Downs
- Saint-Vincent (1641)
- Hulst
- Cavite

La prise de Bréda en 1581 s'est déroulée les 26 et 27 juillet 1581 durant la guerre de Quatre-Vingts Ans, lorsque le gouverneur des Pays-Bas était Alexandre Farnèse, duc de Parme. En réalité, il ne s'agit pas d'un siège, mais d'un combat à l'intérieur des murs de la cité. La bataille a été gagnée par le général du parti espagnol, Claude de Berlaymont (? - 1587), seigneur d'Hautepenne (un château qui se trouve près de Flémalle, actuellement en Belgique).
Le titre nobiliaire de Berlaymont a donné son nom à cet épisode qui est aussi connu comme La furie de Haultepenne.

## Situation
Bréda dans l'été 1579 avait déjà adhéré à l'Union d'Utrecht, au contraire de la cité voisine de Bois-le-Duc, ville qui était restée catholique après les heurts entre protestants et catholiques, et qui était retournée sous l'autorité espagnole.
À cause de ce voisinage, Bréda pouvait être assiégée plus facilement; elle était importante à prendre parce que comme toutes les autres cités du Brabant, (Anvers, Bruxelles et Louvain), elle restait fidèle à la révolte; en outre, Bréda bloquait la route du nord.

## L'attaque
Au château de Bréda, il y avait un prisonnier partisan du roi d'Espagne, Charles de Gavre (Karel van Gaveren), seigneur de Fresin.
Alors que Breda était assiégé par les espagnols, il a corrompu un soldat wallon, surnommé le Balafré.
Durant la nuit, les troupes espagnoles entrèrent en silence par une porte laissée ouverte par le Balafré et située dans les murs du château. Ce dernier fut conquis, alors que la population était déjà en train de sonner l'alarme. La population occupa alors les murs de la cité et dressa des barricades.
Après une féroce bataille de rue, les troupes espagnoles ont réussi à progresser puis à prendre la "Gasthuiseindse Poort", ce qui a permis de faire entrer de nouvelles troupes. Enfin, la population a arrêté le combat à la condition qu'il n'y ait pas de mise à sac, ce qui malgré tout se produisit. Tous les prisonniers devaient payer une rançon et beaucoup ont été massacrés. Les meurtres et le saccage ont duré. À la fin, on dénombra 584 morts.

## Conséquences
Avec la chute de Bréda, le Brabant septentrional est passé sous le contrôle espagnol et il est devenu plus facile pour le duc de Parme, peu d'années plus tard, d'assiéger et de conquérir Anvers.
En 1590, Bréda a changé encore une fois de mains, avec la spectaculaire attaque de Maurice de Nassau et la prise de Bréda qui suivit.
L'épisode de 1581 a inspiré "La Furie de Haultepenne", une gravure de Franz Hogenberg.

## Sources
- (it) Cet article est partiellement ou en totalité issu de l’article de Wikipédia en italien intitulé « Presa di Breda (1581) » (voir la liste des auteurs).